# Nearkhosz (filozófus)
Nearkhosz (Kr. e. 3. század) görög filozófus.
A püthagoreus filozófia követője volt. Tarentum bevétele után szoros barátságba került Idősebb Catóval, akinek később a filozófiában mestere lett. Munkái nem maradtak fenn, Cicero és Idősebb Cato tesznek említést róla.